# Tatort: Mordverdacht
Mordverdacht ist ein österreichischer Fernsehkrimi von Walter Davy aus dem Jahr 1971. Er entstand als 12. Folge der Kriminalreihe Tatort und war der erste Tatort aus Österreich. Fritz Eckhardt spielte nicht nur den Oberinspektor Marek, sondern schrieb auch das Drehbuch.

## Handlung
Am Ufer der Donau in Wien wird die Leiche der Frau von Harald Tüllmann, einem Großindustriellen und ehemaligen Hamburger Senator, gefunden.
Oberinspektor Marek ermittelt. Tüllmann sagt aus, in ihrer Ehe habe es keine Probleme gegeben. Der Nachtportier des Hotels, in dem das Ehepaar in Wien abgestiegen ist, hat allerdings einen Streit beobachtet, über eine weitere Dame, die Sängerin Miriam Reinhold, ebenfalls aus Hamburg, die im selben Hotel abgestiegen ist. Auch der Zollbeamte, der das Ehepaar am Flughafen abgefertigt hatte, hat einen Streit des Ehepaars bemerkt. Tüllmann habe sich über einen überzähligen roten Koffer gewundert, den seine Frau bei sich geführt hatte, obwohl sie nur mit vier Koffern aus Hamburg abgereist seien.
Harald Tüllmann sagt unterdessen bei Kommissar Marek aus, dass er und seine Frau zusammen im Prater gewesen seien. Im sogenannten „Wurstlprater“ sei seine Frau gegen 21 Uhr plötzlich verschwunden. Er sei daraufhin allein ins Hotel zurückgekehrt, sei eingeschlafen. Nachdem er wieder aufgewacht war und seine Frau noch immer nicht zurück gewesen sei, habe er die Polizei alarmiert. Der Hotelportier sagt allerdings aus, dass Frau Tüllmann zwischen 21 Uhr und 21.15 Uhr zurückgekehrt sei und kurz darauf mit einem schäbigen roten Koffer das Hotel wieder verlassen habe. Als sich bei den weiteren Ermittlungen herausstellt, dass Harald Tüllmann ein Verhältnis mit der Sängerin Miriam Reinhold unterhält, gerät er in Verdacht.
Unterdessen reist Kriminalhauptkommissar Trimmel aus Hamburg an, um einen Häftling in Wien abzuholen, und erkundigt sich bei dieser Gelegenheit nach dem Fall der toten Hamburgerin. Trimmel weiß zu berichten, dass Tüllmann erpresst worden sei. Seine Frau sei krankhaft eifersüchtig gewesen. Da Tüllmann sie tatsächlich betrogen habe, sei er insoweit erpressbar gewesen.
Tüllmann gibt Marek gegenüber eine Erpressung zu, schiebt diese aber zunächst seiner damaligen Geliebten, seinem Dienstmädchen, zu und gibt an, die Hintermänner der Erpressung nicht zu kennen. Er verweist darauf, dass seine Ehe die Hölle gewesen sei. Ferner gibt er zu Protokoll, dass er betrunken gemacht und dass dann die kompromittierenden Fotos von ihm und dem Mädchen entstanden seien. Gegenüber Marek äußert er die Vermutung, dass seine Frau die Drahtzieherin der Aktion gewesen sei. Bei einem Streit im Prater habe sie Andeutungen gemacht, dass sie sich mit der Unterwelt zusammengetan habe, um ihm zu schaden, woraufhin er ihr ins Gesicht gesagt habe, dass er sie nie geliebt habe.
Trimmel, der in einem kleinen Kaffeehaus den Zuhälter Zenz, der in Hamburg einen Polizisten getötet hatte, wiedererkennt, wird von diesem und seinen Kumpanen zusammengeschlagen. Zenz ist eine anerkannte Größe im Wiener Rotlichtviertel. Ein Zeuge, der alte Wybiral, sagt aus, dass Zenz ihn umbringen wolle, weil er zu viel über ihn wisse, und dass Zenz der Erpresser von Tüllmann gewesen sei.
Zenz wird auf der Flucht erschossen, als die Polizei ihn verhaften will. Vor seinem Tod gibt er noch zu, dass er tatsächlich der Mörder des Polizisten und von Frau Tüllmann ist. Da er auf dem Hamburger Flughafen einen Polizisten gesehen und sich verfolgt gefühlt habe, habe er seinen roten Koffer mit seinem Maschinengewehr Frau Tüllmann übergeben, die er zufällig am Flughafen gesehen habe und die ihm bekannt gewesen sei durch die Erpressungsversuche gegenüber ihrem Mann. Frau Tüllmann habe dann den Koffer nach Wien geschmuggelt und ihm diesen dort zurückgegeben. Da er ihr nicht, wie vereinbart, im Gegenzug das versprochene Foto übergeben habe, mit dem er Tüllmann habe erpressen wollen, sei die Frau hysterisch geworden, woraufhin er sie mit einem Schlag habe beruhigen wollen. Anschließend habe er sie ins Wasser geworfen.

## Veröffentlichung
Die Einschaltquote lag seinerzeit bei 68 Prozent. Die Kritiker der Fernsehzeitschrift TV Spielfilm bewerteten diesen Tatort sehr positiv und urteilten: „Meisterhafte Kriminaler im Doppelpack.“ Mordverdacht ist in der „Tatort Box Wien“ unter dem Titel Marek Box zusammen mit zwei weiteren Fällen von OI Marek enthalten.